# All Alaska Sweepstakes
La All Alaska Sweepstakes est une ancienne course annuelle de chien de traîneau ayant lieu en avril. Le parcours s'étend sur 653 km : il s’agit d’un aller-retour de Nome, sur le rivage du détroit de Béring dans la péninsule Seward, à Candle, au bord de l’océan glacial arctique. Dix éditions de la course se sont tenues entre 1908 et 1917. Faute de compétiteurs, en raison de l'engagement des États-Unis dans la Première Guerre mondiale et du développement de nouvelles courses de chiens de traîneau en Amérique du Nord, cette course cessa d'être organisée.
Deux éditions commémoratives se sont tenues en 1983 et 2008, pour le 75e et le 100e anniversaire de la première course.

## Origine

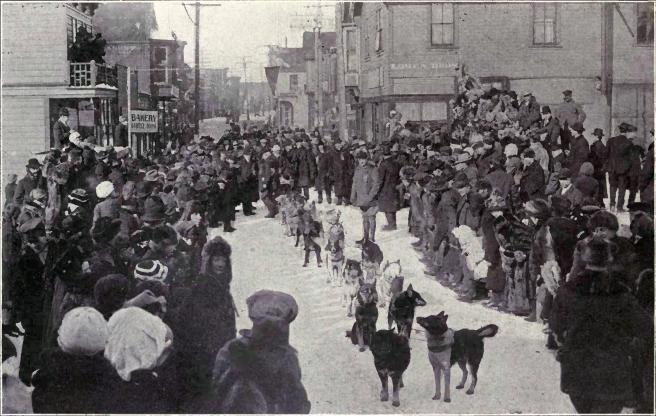
Départ du All Alaska Sweepstakes en 1915

L’idée d’une course de traîneaux à chiens est évoquée lors du printemps 1907 par les administrateurs du Nome Kennel Club. L’été 1907 est mis à profit pour établir un règlement et aviser les mushers de la tenue, au printemps 1908 de la première course longue-distance de traîneaux à chiens : la All Alaska Sweepstakes.

## La course
Les inscriptions des compétiteurs, hommes et chiens, se font en novembre. La course a lieu chaque année en avril. La date de départ dépend des conditions climatiques.
Chaque musher peut choisir le nombre de chiens qu’il souhaite. Dans les dernières années de la course, le nombre de chiens par traîneau oscillait entre dix et vingt. Le musher doit impérativement revenir au point de départ avec l’intégralité des chiens qu’il avait au départ, que ceux-ci soient en vie, blessés ou décédés, sous peine de disqualification. Cette règle vise à obliger les mushers à prendre soin de leurs chiens et à ne pas les sacrifier pour une victoire. Un chien blessé ou décédé alourdirait le traîneau et ralentirait l’attelage.
Le traîneau comporte l’équipement minimum pour la course : vêtements pour le musher, eau et chaussons pour les chiens.
Les compétiteurs partent de Nome, suivent les lignes télégraphiques jusqu’à Candle puis reviennent sur leur pas. Le suivi des lignes télégraphiques permet, au passage de chaque relais ou village, de communiquer le temps de passage et le classement à l’ensemble des spectateurs le long du parcours. Le nombre et le lieu des arrêts sont laissés à la discrétion de chaque musher. Le seul arrêt obligatoire est à Candle, à mi-course, où les juges examinent les équipages. Des commissaires sont présents dans chaque relais le long du parcours et tiennent systématiquement prêt le ravitaillement en nourriture pour les compétiteurs.

## Évolutions au fil des éditions
Lors de la première course, les compétiteurs partent les uns après les autres avec un décalage de deux heures. Le classement est établi en fonction du temps mis par l’équipage entre le départ et l’arrivée. Cet écart important au départ a entraîné une inégalité climatique : certains mushers ont eu des conditions météorologiques vraiment défavorables, pendant que d’autres étaient largement épargnés. Pour réduire cette inégalité, l’organisateur décide de donner le départ de l’édition 1909 avec des écarts de quinze minutes. Cet écart est progressivement réduit à dix minutes en 1910 puis cinq minutes en 1911. À partir de 1912, le départ est donné pour tous les mushers en même temps, ceux-ci partant les uns à la suite des autres.
Lors de la seconde édition en avril 1909, l’équipage de William Goosak, conduit par Louis Thurstrop, attire l’attention des spectateurs : il est composé de neuf huskies de Sibérie, contrairement aux autres équipages qui se composent de malamutes. Ses performances sont vite reconnues, l’équipage terminant troisième. Dès l’édition de 1910, Fox-Maule Ramsay aligne trois équipages de huskies de Sibérie terminant premier, deuxième et quatrième.
La première édition compte 10 participants. La course compte jusqu'à 13 compétiteurs lors de la seconde édition en 1909. Ce nombre diminue progressivement pour arriver jusqu'à 4 lors des éditions de 1912 à 1914. Le départ de la dixième édition, en avril 1917, est donné à quatre compétiteurs. Trois d'entre eux franchiront la ligne d'arrivée.
L'interruption de la course par la Grande Guerre avec l'engagement des États-Unis en 1917 sonne le glas de cette compétition, faute de moyens financiers et de mushers suffisamment nombreux.

## Éditions anniversaires
Le Nome Kennel Club a organisé deux éditions plus récentes, de façon exceptionnelle, pour fêter l'anniversaire de la course. En 1983, pour les 75 ans de l'All Alaska Sweepstakes, le club a organisé la course avec un prix unique remis au vainqueur de 25 000 dollars ; elle a été remportée par Rick Swenson. Une nouvelle édition a eu lieu en 2008, pour le centenaire de la course, remportée par Mitch Seavey.

## Vainqueurs

### Palmarès

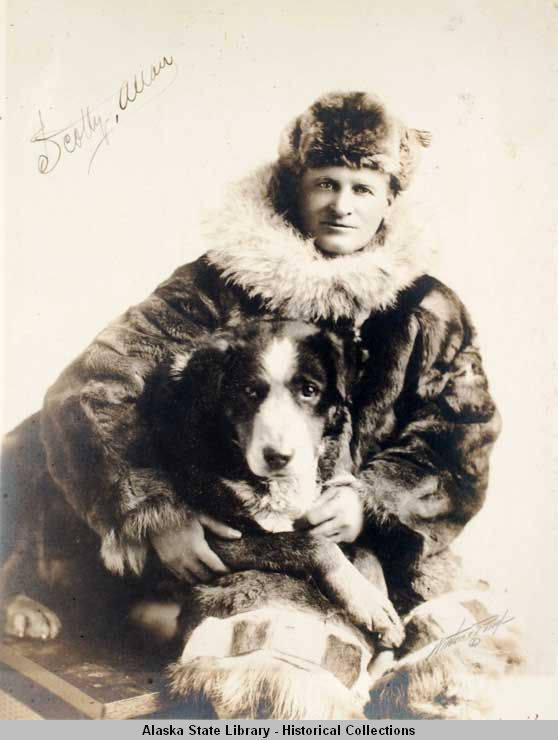
Scotty Allan

| Année | Musher                        | État (États-Unis) ou pays (hors États-Unis) d'origine | Temps                                 |
| ----- | ----------------------------- | ----------------------------------------------------- | ------------------------------------- |
| 1908  | John Hegness                  | Norvège                                               | 119 heures, 15 minutes et 12 secondes |
| 1909  | Allan A. « Scotty » Allan     | Écosse                                                | 82 heures, 2 minutes et 41 secondes   |
| 1910  | John Johnson                  | Finlande                                              | 74 heures, 14 minutes et 37 secondes  |
| 1911  | Allan A. « Scotty » Allan (2) | Écosse                                                | 80 heures, 49 minutes et 41 secondes  |
| 1912  | Allan A. « Scotty » Allan (3) | Écosse                                                | 87 heures, 27 minutes et 46 secondes  |
| 1913  | Fay Delzene                   | Iowa                                                  | 75 heures, 42 minutes et 27 secondes  |
| 1914  | John Johnson (2)              | Finlande                                              | 81 heures, 3 minutes et 45 secondes   |
| 1915  | Leonhard Seppala              | Norvège                                               | 78 heures, 44 minutes et 57 secondes  |
| 1916  | Leonhard Seppala (2)          | Norvège                                               | 80 heures, 38 minutes et 5 secondes   |
| 1917  | Leonhard Seppala (3)          | Norvège                                               | 113 heures                            |
| 1983  | Rick Swenson (en)             | Minnesota                                             | 84 heures, 42 minutes et 4 secondes   |
| 2008  | Mitch Seavey (en)             | Alaska                                                | 61 heures, 29 minutes et 45 secondes  |